# وب‌مانی
وب مانی (به انگلیسی: Webmoney) سامانه خدمات پول اینترنتی است که در سال ۱۹۹۸ راه‌اندازی شده‌است. این خدمت به «شرکت انتقال وب‌مانی» تعلق دارد. این شرکت ادعا می‌کند ۴۱ میلیون کاربر ثبت‌نام شده دارد.

## وب مانی چیست؟
وبمانی (webmoney)، یک سامانهٔ پرداخت الکترونیکی سریع و محیطی برای کسب و کارهای آنلاین است که امکان انجام تراکنش‌های مالی را در کوتاهترین زمان ممکن و بدون نیاز به حساب بانکی یا کارت اعتباری فراهم می‌کند. این تراکنش‌ها بسیار امن، غیرقابل بازگشت و غیرقابل شناسایی هستند.
در حال حاضر حدود ۶ میلیون کاربر در جهان از خدمت وب‌مانی استفاده می‌کنند و روز به روز امکانات و خدمات وب‌مانی و همچنین کاربران این پول الکترونیکی رو به افزایش است. مهم‌ترین ویژگی این سامانه پول الکترونیکی برخورداری از امنیت بالا است.
وب‌مانی در تمام نسخه‌های خود از سامانهٔ رمز پویا، به صورت پیامک یا با نرم‌افزار Enum، استفاده می‌کند. همچنین در صورت استفاده از نسخه کلاسیک که بر روی ویندوز نصب می‌شود، بعد از افتتاح حساب وب‌مانی برای کاربر فایل کلیدی مخصوص حساب ساخته شده، ارائه می‌گردد که توسط این فایل کلیدی دسترسی به حساب ممکن می‌شود. همچنین کاربر می‌تواند در تنظیمات حساب خود، دسترسی به آن را با یک یا چند آی‌پی محدود نماید تا اینکه از ورود دیگران به حساب خود جلوگیری کند.
برای استفاده از وب‌مانی ابتدا کاربر باید نرم‌افزار «نگه‌دارنده وب‌مانی» (Webmoney Keeper) را از وبگاه نصب نماید یا به روش برخط وارد حساب خود در وبگاه وب‌مانی شود. به هر حساب وب‌مانی، شناسه وب‌مانی(WMID) تعلق می‌گیرد. هر کاربر در سامانه پول الکترونیکی وب‌مانی از گواهینامه الکترونیکی برخوردار می‌شود. طبق اطلاعات وارد شده در زمان افتتاح حساب، برای کاربران انواع گواهینامه الکترونیکی ارائه می‌گردد. اگر کاربر مشخصات شخصی وارد ننماید، گواهینامه ناشناس و اگر مشخصات خود را وارد نماید، گواهینامه تشریفاتی تعلق می‌گیرد. در زمان افتتاح حساب، کاربر می‌تواند مشخصات خود را وارد نموده و از گواهینامه تشریفاتی برخوردار شود.

## آمار وبمانی
در ژوئن ۲۰۲۱ تعداد ثبت نام‌ها در سیستم WebMoney بیش از ۴۴ میلیون حساب بود. در سال ۲۰۱۴، با توجه به آمار داخلی وب‌مانی، تعداد معاملات در سیستم بالغ بر ۱۶۰ میلیون و حجم معاملات بیش از ۱۷ میلیارد دلار بود.

## انواع کیف‌های پول در وب مانی
هر حساب وب‌مانی دارای ۱۰ کیف پول مختلف است. هرکدام از این کیف‌های پول نشانگر یک واحد ارزی است که به شرح زیر هستند:
- WMZ – نشانگر کیف پول دلار ایالات متحده آمریکا (USD)
- WME – نشانگر کیف پول یورو اتحادیه اروپا (EUR)
- WMR – نشانگر کیف پول روبل کنفدراسیون روسیه (RUB)
- WMU – نشانگر کیف پول گریونا اوکراین (UAH)
- WMB – نشانگر کیف پول روبل بلاروس (BYR)
- WMS – نشانگر کیف پول سوم قرقیزستان (KGS) – منحل‌شده
- WMY – نشانگر کیف پول سوم ازبکستان (UZS) - منحل‌شده
- WMV – نشانگر کیف پول دانگ ویتنام (VND)
- WMX – نشانگر کیف پول بیت‌کوین (BTC)
- WMG – نشانگر کیف پول طلا

این کیف‌های پول جدا از شناسه وب‌مانی (WMID) است و برای انجام حواله باید از شماره ارز مشخص استفاده گردد.
بسیاری از کیف پول‌های وب مانی همچون کیف پول دلاری با سطح دسترسی پایه وب مانی در دسترس هستند اما برای دسترسی به برخی از کیف‌های پول همچون روبل و یوروی نیاز است کابران سطح دسترسی خود را از طریق ارسال مدارک در وب مانی افزایش دهند.

## کارمزد وب مانی
حواله جات در سیستم پول الکترونیکی وب‌مانی با هزینه ۰/۸ درصد انجام می‌شود. این هزینه بر عهده فرستنده است؛ مثلاً اگر فرستنده بخواهد ۱۰۰۰ دلار وب‌مانی به حساب گیرنده بریزد، بانک الکترونیکی وب‌مانی ۸ دلار وب‌مانی به عنوان کارمزد در نظر می‌گیرد و بنابراین برای این که ۱۰۰۰ دلار وب‌مانی کامل به دست گیرنده برسد، فرستنده باید حدود ۱۰۰۸ دلار وب‌مانی به حساب گیرنده واریز نماید. البته حداقل میزان کارمزد برای تراکنش‌های مختلف ۰٫۰۱ از همان نوع کیف پول است، همچنین برای کیف پول‌های مختلف سقفی نیز برای حداکثر کارمزد در نظر گرفته شده‌است که برای مثال برای کیف پول wmz برابر ۵۰ دلار است.

## کلاه‌برداری از طریق وب مانی
یکی از شایعاتی که در مورد وب مانی امکان سرمایه‌گذاری در آن است که معمولاً با پیشنهادهای جذابی مثل سود قطعی ۲۰٪ی ارزی در مدت مثلاً ۳ ماه ارائه می‌شود و متأسفانه بسیار از خارجی‌ها نیز فریب این کلاه‌برداری را خوردند و در آن مشارکت کردند. باید توجه داشت وب مانی دارای هیچ‌گونه خدماتی برای سرمایه‌گذاری نیست و آنچه تحت عنوان سرمایه‌گذاری در وب مانی مطرح می‌شود معمولاً توسط شرکت‌های دیگر است. از سوی دیگر ارائه سود ۲۰٪ی بر روی سرمایه‌گذاری دلاری آن هم در مدت ۳ ماه کاملاً غیر منطقی و تنها به هدف کلاه‌برداری صورت می‌گیرد.